# محمد عزت باشا الإستانبولي
محمد عزت باشا الإستانبولي (بالتركية: İstanbullu Mehmed İzzet Paşa)‏ هو سياسي عثماني، تولى منصب سرعسكر.

## مناصبه
تولى المناصب التالية:
- سرعسكر (1878–1878)